# Pinacoteca Barón de Santo Ângelo
La Pinacoteca Barón de Santo Ângelo es un órgano del Instituto de Artes de la Universidad Federal de Río Grande del Sur, con sede en la ciudad de Porto Alegre, Brasil. La pinacoteca funciona en espacios del Instituto y del Rectorado de la UFRGS y preserva una de las principales colecciones de arte del estado de Rio Grande do Sul, con más de dos mil piezas inventariadas incluyendo obras de los más destacados artistas locales, muchos de ellos antiguos profesores o alumnos del Instituto.
Su misión es ofrecer una subvención a estudiantes, profesores e investigadores con la responsabilidad de conservar, restaurar, ampliar y divulgar el patrimonio artístico y documental del Instituto de Artes, y también presta un servicio relevante a la comunidad en general a través de sus exposiciones, publicaciones y seminarios críticos y mediante el préstamo de obras para eventos en otras instituciones locales y nacionales.  Según el Instituto Brasileño de Museos (IBRAM), la Pinacoteca es "una de las instituciones culturales más importantes de Río Grande del Sur".